# ドロテア・フォン・ブランデンブルク (1430-1495)
ドロテア・フォン・ブランデンブルク（Dorothea von Brandenburg, 1430年 - 1495年11月25日）は、ドイツのブランデンブルク選帝侯家の公女で、デンマーク・ノルウェー・スウェーデン王妃、シュレースヴィヒ＝ホルシュタイン公爵夫人およびオルデンブルク伯夫人。

## 生涯
ブランデンブルク＝クルムバッハ辺境伯ヨハン（錬金術伯）とその妻でザクセン選帝侯ルドルフ3世の娘であるバルバラ（1405年 - 1465年）の間の第1子、長女として生まれた。父はブランデンブルク選帝侯フリードリヒ1世の長男でありながら後継者となるのを辞退した人物で、長子相続を厳守するホーエンツォレルン家の歴代の中ではきわめて稀な例である。
1445年9月12日にコペンハーゲンにおいてデンマーク王クリストファ3世と結婚し、同日に王妃として戴冠した。クリストファは結婚後3年で亡くなり、子供を授かることは無かった。
ドロテアは国王未亡人として、枢密院の推挙する国内の貴族を新王に選出するよう求められたが、この動きは国内の貴族層の要求により新王として外国人の君主を迎える方向に変わった。ドロテアの再婚相手という形で新王になる候補として、最初はポーランド王カジミェシュ4世が有力候補に挙がったが、実現しなかった。ドロテアは1449年10月28日、枢密院が新王に迎えたオルデンブルク伯のクリスチャン1世と再婚した。
ドロテアは賢く精力的な女性で、夫クリスチャンの統治をよく補佐した。また4度（1465年、1466年、1478年、1488年）にわたって実家のブランデンブルク選帝侯家に対し、父の所領の相続を要求したが、男系相続の原則などを楯に拒否された。ドロテアは末息子のフレゼリクを寵愛し、巧みな財政運営によってシュレースヴィヒとホルシュタインの両公爵領を夫から実質的に担保の形で譲り受け、この公爵領をフレゼリクに相続させた。
1495年にカロンボー（Kalundborg）で死去し、ロスキレ大聖堂の夫クリスチャン1世の隣に葬られた。

## 子女
2番目の夫クリスチャン1世との間に4男1女の計5人の子女をもうけた。
- オーラフ（1450年 - 1451年）
- クヌーズ（1451年 - 1455年）
- ハンス（1455年 - 1513年） - デンマーク、ノルウェー、スウェーデンの王
- マルグレーテ（1456年 - 1486年） - 1469年、スコットランド王ジェームズ3世と結婚
- フレゼリク1世（1471年 - 1533年） - デンマーク、ノルウェーの王